# علي الحمادي (كاتب إماراتي)
علي حسين أحمد الحمادي باحث وكاتب ومؤلف إماراتي، وداعية إسلامي، وإعلامي، ومدرب في الإدارة والابداع. اشتهر ببرامجه التلفزيونية التي تتناول الفكر وتنمية القدرات والإدارة والقيادة والابداع. قدَّم العديد من البرامج التدريبية والمحاضرات في العديد من الدول العربية والأجنبية.

## مؤلفاته
له أكثر من (50) كتاباً في فنون ومهارات الإدارة المختلفة وفي الفكر الإسلامي ومنها:
1. شرارة الإبداع .
2. مبدعون عبر التاريخ.
3. حقنة الإبداع (طرق الإبداع الثمان) .
4. ثلاثون طريقة لتوليد الأفكار الإبداعية .
5. صناعة الإبداع.
6. استمتع مع الإبداع.
7. أمسك عليك هذا (عشر قواعد في فنون التعامل مع الآخرين) .
8. الكنز الذي لا يكلف درهمًا (عشرون قاعدة في فنون التعامل مع الآخرين).
9. لا تكن شبحًا (خمس وعشرون قاعدة في فنون التعامل مع الآخرين).
10. لا تكن كصاحب الجباعة (خمس وعشرون قاعدة في فنون التعامل مع الآخرين) .
11. وإذا غلا شيء عليّ تركته (عشرون قاعدة في فنون التعامل مع الآخرين) .
12. صنعة العظماء (كيف تصبح نجمًا اجتماعيًا؟).
13. التغيير الذكي .
14. الطريق إلى لا (15 طريقة للتغيير) .
15. مقاومة المقاومة (30 طريقة لريادة التغيير وترويض المقاومة).
16. في قفص الاتهام (منهجية التعامل مع الشبهات وقواعد دحضها).
17. خفافيش أعماها النهار (منهجية التعامل مع الشبهات وقواعد دحضها) .
18. ولا تهنوا في ابتغاء القوم (منهجية التعامل مع الشبهات وقواعد دحضها).
19. فن إدارة الاجتماعات.
20. (66) وصية ومهارة لإدارة اجتماع ناجح.
21. مهندسو الحياة وصناع التأثير.. من هم؟
22. (6) طرق لهندسة الحياة وصناعة التأثير.
23. (7) طرق لهندسة الحياة وصناعة التأثير.
24. (8) طرق لهندسة الحياة وصناعة التأثير.
25. (9) طرق لهندسة الحياة وصناعة التأثير.
26. (10) طرق لهندسة الحياة وصناعة التأثير.
27. قوة الإقناع ( 15 طريقة لتكون مقنعًا) .
28. (100) طريقة ووصية لتكوني أمًا ناجحة .
29. (100) طريقة ووصية لتكون أبًا ناجحًا.
30. (100) طريقة ووصية لتكون إبنًا بارًا.
31. روعة التحفيز (20 طريقة للتحفيز وتفجير الطاقات ومضاعفة الإنتاجية).
32. عجائب التحفيز (قصص وحكايات في فن التحفيز وأثره).
33. كيف تجعل ابنك مستعدًا ليكون مبدعًا؟
34. أطفالنا والتفكير الإبداعي – ما لا نعلِّمه لأولادنا.
35. (400) مشروع وطريقة لإدارة إجازتك وإجازة أبنائك .
36. جدد رمضانك (كيف تجعل رمضان هذا العام مختلفًا؟).
37. (555) طريقة ووصية لتصبح مدربًا ناجحًا وخطيبًا مؤثرًا ومتكلمًا بارعًا .
38. (333) تقنية للتدريب والإلقاء المؤثر.
39. (200) حكمة قيادية ووصية إدارية .
40. السهل الممتنع (مهارات التفاوض وفنون الحوار والاتفاق) .
41. وكذلك السهل الممتنع (52 تكتيك للتفاوض والاتفاق).
42. لازلنا مع السهل الممتنع (13 مهارة وصفة للمفاوض الناجح).
43. نعم، إنه الطريق إلى نعم (تجربة هارفارد في الحوار والتفاوض والاتفاق).
44. مساحة للتأمل.
45. وأيضًا مساحة للتأمل.

## وصلات خارجية
- كتب علي الحمادي - موقع أبجد
- الإمارات تسحب الجنسية من الدكتور علي الحمادي على خلفية كلمة لمناصرة المصريين و6 من الدعاة طالبوا بإصلاحات تشريعية
- عن الدكتور علي حسين أحمـد الحمـادي.
- الدكتور علي الحمادي معلقاً على قرار سحب الجنسية - يوتويب